# Championnat d'Autriche de football 2018-2019
Navigation
Édition précédente Édition suivante
La saison 2018-2019 du championnat d'Autriche est la 107e saison de l'histoire de la compétition. Elle oppose les douze meilleurs clubs d'Autriche en une série de vingt deux journées, puis le championnat est scindé en deux. Lors de cette saison, le Red Bull Salzbourg défend son titre face à onze autres équipes dont deux promus d'Erste Liga.
Quatre places qualificatives pour les compétitions européennes sont attribuées par le biais du championnat : une pour la phase de groupes de la Ligue des champions de la voie des champions et une deuxième place pour la voie de la Ligue et deux pour les tours de qualification de la Ligue Europa en Ligue Europa. La dernière place européenne est celle réservée au vainqueur de la ÖFB-Cup qui est qualificative pour la phase de groupes de la Ligue Europa. Si celui-ci termine parmi les quatre premiers du classement, la place est récupérée par le cinquième du championnat.
Pour permettre l'élargissement du championnat de dix à douze équipes pour la saison 2018-2019, le dernier du classement de la saison 2017-2018  affrontait le troisième d'Erste Liga dans le cadre d'un barrage de promotion-relégation pour tenter de conserver sa place en Bundesliga, SKN Sankt Pölten a ainsi conservé sa place en première division.

## Participants
| \| Austria Vienne Rapid Vienne Sturm Graz Red Bull Salzbourg Admira Wacker Wolfsberger AC Rheindorf Altach SV Mattersburg SKN Sankt Pölten LASK TSV Hartberg Wacker Innsbruck \| Localisation des clubs engagés dans le championnat. |
| Austria Vienne Rapid Vienne Sturm Graz Red Bull Salzbourg Admira Wacker Wolfsberger AC Rheindorf Altach SV Mattersburg SKN Sankt Pölten LASK TSV Hartberg Wacker Innsbruck                                                           |

Légende des couleurs
- Troisième tour de qualification de la Ligue des champions 2018-2019
- Troisième tour de qualification de la Ligue Europa 2017-2018
- Deuxième tour de qualification de la Ligue Europa 2017-2018
- Promu de Erste Liga

| Club                  | Se maintient depuis | Classement 2017-2018 | Entraîneur       | Depuis | Stade              | Capacité théorique |
| --------------------- | ------------------- | -------------------- | ---------------- | ------ | ------------------ | ------------------ |
| Red Bull Salzbourg    | 2005                | 1                    | Marco Rose       | 2017   | Red Bull Arena     | 31 895             |
| Austria Vienne        | 1926                | 7                    | Thomas Letsch    | 2018   | Stade Ernst-Happel | 50 865             |
| Sturm Graz            | 1966                | 2                    | Heiko Vogel      | 2018   | Merkur-Arena       | 16 364             |
| Rheindorf Altach      | 2014                | 8                    | Werner Grabherr  | 2018   | Cashpoint-Arena    | 8 500              |
| Rapid Vienne          | 1911                | 3                    | Goran Djuricin   | 2017   | Allianz Stadion    | 28 345             |
| Admira Wacker Mödling | 2011                | 5                    | Ernst Baumeister | 2017   | BSFZ-Arena         | 10 600             |
| SV Mattersburg        | 2015                | 6                    | Klaus Schmidt    | 2018   | Pappelstadion      | 15 700             |
| Wolfsberger AC        | 2012                | 9                    | Christian Ilzer  | 2018   | Lavanttal-Arena    | 7 300              |
| Sankt Pölten          | 2016                | 10                   | Dietmar Kühbauer | 2018   | NV Arena           | 8 000              |
| LASK                  | 2017                | 4                    | Oliver Glasner   | 2015   | Waldstadion        | 7 870              |
| Wacker Innsbruck      | 2018                | 1 (D2)               | Karl Daxbacher   | 2017   | Tivoli Neu         | 17 400             |
| TSV Hartberg          | 2018                | 2 (D2)               | Markus Schopp    | 2018   | Stadion Hartberg   | 4 500              |

## Compétition
Le classement est calculé avec le barème de points suivant : une victoire vaut trois points, le match nul un. La défaite ne rapporte aucun point.
Critères de départage :
1. plus grand nombre de points ;
2. plus grande différence de buts générale ;
3. plus grand nombre de buts marqués ;
4. plus grande différence de buts particulière ;
5. meilleure place au Challenge du fair-play (1 point par joueur averti, 3 points par joueur exclu)

### Changement de format
Pour la saison 2018-2019 le format change, le championnat passe de 10 à 12 équipes qui se rencontrent en match aller retour, à l'issue de cette première phase le championnat est scindé en deux, les six premiers jouent pour le titre et les qualifications européennes en emportant la moitié des points acquis lors de la première phase.
Les six derniers de la première phase participent dans un autre championnat en emportant également la moitié des points, le dernier est relégué en fin de saison, le premier participe aux play offs avec le quatrième et le cinquième du groupe championnat pour une place en Ligue Europa.

### Première phase
| Rang | Équipe               | Pts | J  | G  | N  | P  | Bp | Bc | Diff |
| ---- | -------------------- | --- | -- | -- | -- | -- | -- | -- | ---- |
| 1    | Red Bull Salzbourg T | 55  | 22 | 17 | 4  | 1  | 51 | 18 | +33  |
| 2    | LASK                 | 46  | 22 | 13 | 7  | 2  | 40 | 19 | +21  |
| 3    | Sturm Graz           | 31  | 22 | 7  | 10 | 5  | 26 | 23 | +3   |
| 4    | Wolfsberger AC       | 30  | 22 | 7  | 9  | 6  | 32 | 31 | +1   |
| 5    | Austria Vienne       | 30  | 22 | 9  | 3  | 10 | 29 | 28 | +1   |
| 6    | Sankt Pölten         | 30  | 22 | 8  | 6  | 8  | 26 | 29 | -3   |
| 7    | SV Mattersburg       | 29  | 22 | 8  | 5  | 9  | 28 | 36 | -8   |
| 8    | Rapid Vienne         | 27  | 22 | 7  | 6  | 9  | 26 | 29 | -3   |
| 9    | TSV HartbergP        | 26  | 22 | 7  | 5  | 10 | 35 | 45 | -10  |
| 10   | Admira Wacker        | 21  | 22 | 5  | 6  | 11 | 26 | 42 | -16  |
| 11   | Rheindorf Altach     | 18  | 22 | 4  | 6  | 12 | 30 | 32 | -2   |
| 12   | Wacker InnsbruckP    | 17  | 22 | 4  | 5  | 13 | 17 | 34 | -17  |

|  | 1er au 6e : qualification pour le groupe championnat                     |
|  | 7e au 14e : qualification pour le groupe relégation                      |
|  | T : Tenant du titre C : Vainqueur de la Coupe d'Autriche P : Promu de D2 |

### Deuxième phase

#### Groupe championnat
Les points obtenus durant la saison régulière sont divisés par deux (et arrondies à l'unité inférieure) avant le début de la deuxième phase. Par conséquent, les équipes suivantes ont démarré avec le classement suivant : Red Bull Salzbourg 27 points, LASK 23, Sturm Graz 15, Wolfsberger AC 15, Austria Vienne 15 et St. Pölten 15. Les points du Red Bull Salzbourg et de Sturm Graz ayant été arrondis à l'unité inférieure, en cas d'égalité de points à l'issue de cette phase, ces équipes auront l'avantage.
| Rang | Équipe                 | Pts | J  | G  | N  | P  | Bp | Bc | Diff |
| ---- | ---------------------- | --- | -- | -- | -- | -- | -- | -- | ---- |
| 1    | Red Bull Salzbourg T C | 52  | 32 | 25 | 5  | 2  | 79 | 27 | +52  |
| 2    | LASK                   | 40  | 32 | 18 | 9  | 5  | 59 | 31 | +28  |
| 3    | Wolfsberger AC         | 31  | 32 | 12 | 10 | 10 | 47 | 47 | 0    |
| 4    | Austria Vienne         | 27  | 32 | 12 | 6  | 14 | 45 | 48 | -3   |
| 5    | Sturm Graz             | 24  | 32 | 10 | 10 | 12 | 37 | 40 | -3   |
| 6    | Sankt Pölten           | 21  | 32 | 9  | 9  | 14 | 32 | 50 | -18  |

|  | Qualification pour la phase de groupes de la Ligue des champions 2019-2020                |
|  | Qualification pour le troisième tour de qualification de la Ligue des champions 2019-2020 |
|  | Qualification pour la phase de groupes de la Ligue Europa 2019-2020                       |
|  | Qualification pour le troisième tour de qualification de la Ligue Europa 2019-2020        |
|  | Finale des barrages pour le deuxième tour de qualification de la Ligue Europa 2019-2020   |

#### Groupe relégation
Les points obtenus durant la saison régulière sont divisés par deux (et arrondies à l'unité inférieure) avant le début de la deuxième phase. Par conséquent, les équipes suivantes ont démarré avec le classement suivant : Mattersburg 14 points, Rapid Vienne 13, Hartberg 13, Admira Wacker Mödling 10, Rheindorf Altach 9 et Wacker Innsbruck 8. Les points de Mattersburg, Rapid Vienne, Admira Wacker Mödling and Wacker Innsbruck ayant été arrondis à l'unité inférieure, en cas d'égalité de points à l'issue de cette phase, ces équipes auront l'avantage.
| Rang | Équipe            | Pts | J  | G  | N  | P  | Bp | Bc | Diff |
| ---- | ----------------- | --- | -- | -- | -- | -- | -- | -- | ---- |
| 7    | Rapid Vienne      | 32  | 32 | 13 | 7  | 12 | 48 | 44 | +4   |
| 8    | SV Mattersburg    | 28  | 32 | 12 | 7  | 13 | 41 | 48 | -7   |
| 9    | Rheindorf Altach  | 28  | 32 | 9  | 10 | 13 | 48 | 44 | +4   |
| 10   | Admira Wacker     | 22  | 32 | 8  | 9  | 15 | 42 | 61 | -19  |
| 11   | TSV HartbergP     | 22  | 32 | 10 | 5  | 17 | 48 | 66 | -18  |
| 12   | Wacker InnsbruckP | 20  | 32 | 8  | 5  | 19 | 32 | 51 | -19  |

|  | Demi-finale des barrages pour le deuxième tour de qualification de la Ligue Europa 2019-2020 |
|  | Relégation en deuxième division                                                              |

### Barrages européens
Les deux premiers du groupe relégation s'affrontent dans une demi-finale à tour unique. Le vainqueur joue une finale aller-retour contre le cinquième du championnat pour déterminer le dernier participant à la Ligue Europa 2019-2020.

#### Demi-finale
| 28 mai 2019 | Rapid Vienne                               | 2-0 | SV Mattersburg | Allianz Stadion, Vienne                      |                                              |
| 19 h 00     | Christoph Knasmüllner 8e · Aliou Badji 13e |     |                | Spectateurs : 10 600 Arbitrage : René Eisner | Spectateurs : 10 600 Arbitrage : René Eisner |

#### Finale
| Match aller         | Rapid Vienne      | 1-2 | Sturm Graz                                        | Allianz Stadion, Vienne                         |                                                 |
| 30 mai 2019 17 h 00 | Stefan Schwab 60e |     | 69e (pen.) Jakob Jantscher · 78e (csc) Leo Greiml | Spectateurs : 15 800 Arbitrage : Oliver Drachta | Spectateurs : 15 800 Arbitrage : Oliver Drachta |

| Match retour        | Sturm Graz | 0-1 | Rapid Vienne                | UPC-Arena, Graz |  |
| 2 juin 2019 17 h 00 |            |     | 43e (csc) Lukas Spendlhofer |                 |  |

Le Sturm Graz remporte ces barrages et se qualifie pour la Ligue Europa 2019-2020.

### Meilleurs buteurs
| Rang | Joueur         | Club           | Buts |
| ---- | -------------- | -------------- | ---- |
| 1    | Munas Dabbur   | RB Salzbourg   | 20   |
| 2    | João Victor    | LASK           | 12   |
| 3    | Michael Liendl | Wolfsberger AC | 11   |